# Stackdvärgspindel
Stackdvärgspindel (Thyreosthenius biovatus) är en spindelart som först beskrevs av O. Pickard-Cambridge 1875.  Stackdvärgspindel ingår i släktet Thyreosthenius och familjen täckvävarspindlar. Arten är reproducerande i Sverige. Inga underarter finns listade i Catalogue of Life.